# Caryothraustes
Genre
Caryothraustes est un genre de passereaux de la famille des Cardinalidae.

## Liste des espèces
Selon la classification de référence du Congrès ornithologique international (version 6.4, 2016) :
- Caryothraustes canadensis (Linnaeus, 1766)
  - Caryothraustes canadensis brasiliensis Cabanis, 1851
  - Caryothraustes canadensis canadensis (Linnaeus, 1766)
  - Caryothraustes canadensis frontalis (Hellmayr, 1905)
  - Caryothraustes canadensis simulans Nelson, 1912
- Caryothraustes poliogaster (Du Bus de Gisignies, 1847) — Cardinal à ventre blanc
  - Caryothraustes poliogaster poliogaster (Du Bus de Gisignies, 1847)
  - Caryothraustes poliogaster scapularis (Ridgway, 1888)